# Ćilka
Ćilka (inne nazwy to też: Czilika, Chilica, Czilka, Chilka, Czika, Chica, Ćilka, Ćilika; oryginalna nazwa w języku orija ଚିଲିକା ହ୍ରଦ) – największe pod względem powierzchni jezioro Indii i Subkontynentu Indyjskiego (typu lagunowego) i zarazem druga pod względem powierzchni laguna na świecie. Ma wahającą się w zależności od dopływu wody powierzchnię od 760 do 1165 km² (w tym 223 km² wysp) i bardzo małą głębokość (do 4,2 m). Położone jest w bezpośrednim sąsiedztwie Oceanu Indyjskiego u ujścia rzeki Daya do Zatoki Bengalskiej, choć zasila je też 35 innych rzek, w tym odnoga Mahanadi. Ćilka zawiera wodę brachiczną, a więc tylko lekko słonawą, właśnie ze względu na dopływ tych wód do zbiornika słonej wody odciętego mierzeją. Jest to ostoja dla wielu gatunków ptaków czy delfinów krótkogłowych. Stanowi źródło połowu wielu gatunków ryb, z których korzystają okoliczni rybacy oraz pereł i soli, które są tu pozyskiwane. Od 1981 roku stanowi obszar chroniony konwencją ramsarską.